# Ali Sultan Mirza
Ali Sultan Mirza   (Samarcanda, 1479 - Samarcanda, 1500) fou un príncep timúrida de Samarcanda, Hisor i Badakhxan.

## Biografia

### Origen i primers anys
Era fill de Sultan Mahmud Mirza, que va morir el 1495, i de Zureg Beghi Aga, que segons Baber era una concubina uzbeka. A la mort del pare, es van disputar els seus dominis els seus dos fills Baysunkur Mirza (o Baysonghor Mirza) i Masud Sultan Mirza. Baysunkur fou proclamat pels amirs i Masud va rebre el govern d'Hisor i Ali Sultan el de Ura-Tepe que va perdre al cap de pocs mesos davant Baber d'Andijan.
El mes de ramadà de 901 (maig 1496) els tarkhanis (el clan dels Tarkhan, iniciat en el títol de tarkhan concedit personalment a un noble per Genguis Khan) es van revoltar a Samarcanda. Baysunkur o Baysonghor afavoria als begs d'Hisor, amb els que havia tractat més, sobre els de Samarcanda, afavorint especialment a Shaykh Abd Allah Barlas, els fills del qual eren íntims del sultà. Darwish Muhammad Tarkhan va sortir de Bukharà i va anar a Karshi on va agafar a Ali Sultan Mirza i el va portar a Samarcanda i el va proclamar sultà. Baysunkur va quedar com un virtual presoner a l'anomenat Nou Jardí; va fugir amb els seus fidels i es va refugiar a la casa del cap religiós Khwajaki Khwaja d'on els tarkhanis no el podien desallotjar per l'alta dignitat del personatge. Uns dies després el Khwaja i alguns amirs es van revoltar i van acorralar a Ali Sultan Mirza i als Tarkhans a la ciutadella; no va resistir ni un dia; Muhammad Mazid Tarkhan, el cap dels tarkhans locals, va fugir cap a Bukharà.
Baysunkur Mirza va marxar amb el seu exèrcit a Bukharà i en acostar-se Ali Sultan Mirza va sortir de la ciutat disposat a la batalla; aquesta fou curta i Ali Sultan va guanyar i alguns amirs de Baysunkur com Ahmad Hajji Beg (així com molts soldats) foren fets presoners i molts executats (vers finals de juny o començaments de juliol de 1496).

### Conflicte pel domini de Samarcanda
Aquesta derrota va mobilitzar a Masud Sultan i a Baber, que aspiraven ara a dominar Samarcanda. El mateix va pensar Khusraw Shah quan Husayn Baykara ja s'havia retirat a Shahr-i Sabz. Amb l'habitual suport del seu germà Wali Beg, les forces de Khusraw, al servei de Masud, van assetjar Samarcanda, mentre Baber també marxava contra la ciutat, a la qual ja havien marxat també les forces d'Ali Sultan i Khwadja Yahya. Durant les operacions que van durar entre tres i quatre mesos, Ali Sultan va enviar a Khwaja Yahya a oferir a Baber un acord de pau; Baber es va retirar no lluny de la ciutat i Ali Sultan va fer el mateix; però com que s'acostava l'hivern i a Samarcanda no hi havia escassedat, Baber va decidir retornar a Andijan i Ali Sultan va tornar a Bukharà. Masud Sultan, que a més de Samarcanda volia a la filla de Shaykh Abd Allah Barlas, la va aconseguir i llavors també va tornar a Hisor.
Aquell hivern la situació de Baysunkur va millorar; amb alguns begs uzbeks al seu servei com Mahdi Sultan, va derrotar a un contingent de tropes d'Ali Sultan. Era una victòria menor però això va aixecar la moral de Baysunkur i de la gent de Samarcanda i un nou exèrcit fou aixecat contra Ali Sultan. Un atac a Bukhara d'alguns begs va fracassar. A l'hivern Ali Sultan i Baber van fer un pacta pel qual l'estiu següent els dos atacarien Samarcanda
El maig de 1497 Baber va sortir d'Andijan i les tropes de Baysunkur que els van veure es van retirar; Baber va arribar a un lloc anomenat Shiraz que pertanyia a Qasim Beg Duldai en qualitat de darogha, que es va rendir. L'endemà Baber era a Samarcanda. Baber va arribar a Karabulagh (Qara-bulaq) i va travessar el riu Zarafshan, fins a arribar al lloc de Yam. D'allí van passar a Khan Yurti (la Tenda del Khan) una mica a l'est de Samarcanda on van restar uns 45 dies, amb alguns enfrontaments menors amb els defensors.
Després de diverses lluites, el novembre de 1497 Baber es va apoderar de Samarcanda. Per manca de botí els seus homes se'n tornaven a casa a Andijan (Vall de Fergana); un dels caps militars principals era Sultan Ahmad Tambal, darrerament situat a una mena d'estat major de Baber. Retornat a Andijan Tambal va conspirar amb Awzun o Auzun Hasan, que Baber havia deixat encarregat del govern (junt amb Ali Dost Taghai) en la seva absència. Els dos homes van intentar convèncer a Baber de donar el govern d'Andijan i Akhsi al seu germà Jahangir Mirza, una personalitat més dèbil que podrien dominar fàcilment. Quan Baber va refusar la petició dels dos homes aquestos van aixecar un exèrcit que va anar d'Akhsi, on era Tambal, fins a Andijan, i van assetjar la fortalesa on Ali Dost Taghai estava disposat a resistir. La mare i l'àvia de Baber, i diversos caps religiosos, eren a la ciutadella. Just en aquell moment Baber es va posar malalt i durant 4 dies no va poder ni parlar; mentre estava així va arribar un missatger dels rebels que va veure com estava de malalt Baber, i al retorn a Andijan va informar de la situació, però al mateix temps també ho va fer saber a Ali Dost Taghai amb el que a aquest només li quedava l'opció de rendir-se; al mateix moment que passava això Baber ja s'estava recuperant i al cap de poc més de tres mesos de la conquesta de Samarcanda fou forçat a abandonar-la el febrer de 1497 per anar a Andidjan. Quan va arribar a Khudjand es va assabentar que la fortalesa s'havia rendit i d'altra part els pocs homes que havia deixat a Samarcanda havien perdut el control davant de Sultan Ali Mirza. El poder efectiu a Samarcanda de fet va quedar en mans de Khoja Yahya (o Khoja Muhammad Yahya), fill d'Hodji Ahrar, els ancestres del qual ja exercien el càrrec de Shaykh al-Islam a la ciutat feia quatre-cents anys.

### Rendició i retirada a Khudjand
Baber va demanar ajut al kan de Mogulistan Mahmud Khan que va acceptar enviar un exèrcit des de Taixkent per ajudar a Baber a recuperar el poder, però només entrar a la vall de Fergana el kan va entrar en negociacions amb els rebels, i va acceptar retirar-se. Baber disposava d'un miler d'homes però la majoria tenien a les seves famílies a Andijan i en els dies següents 700 o 800 el van abandonar deixant-lo amb només 200 o 300 incondicionals; Baber va passar un any a l'exili, però va poder contractar a mercenaris mongols i es van posar al seu servei algunes tropes que havien desertat a Auzun Hasan. Al final de la primavera del 1499 Baber es va presentar a Andijan i Awzun Hasan va fugir a l'oest mentre Ahmad Tambal es va retirar a l'est a Auzkint. Baber va exigir als soldats de Hasan que havien passat al seu servei, retornar alguns objectes que havien confiscat a seguidors de Baber i els soldats llavors es van negar i es van passar a Tambal. Aquest, així reforçat, va avançar llavors cap a Andijan, fin que va trobar un exèrcit dirigit per un oficial de Baber al riu Ailaish, a un dia a l'est d'Andijan, al que va derrotar. Llavors va avançar acompanyat de Jahangir Mirza i va agafar posicions a 3 km a l'est de'Andijan; va fer alguns atacs però sense establir un setge regular; en tres ocasions va atacar la ciutat però no va poder passar dels suburbis i al cap d'un mes es va retirar i es va dirigir a Osh que estava fortament defensada, i llavors cap al nord. Va establir una guarnició a Madu (moderna Mady, a la ruta entre Osh cap a Kaixgar) però aquesta fou ocupada per Baber; els dos exèrcits es van posar un enfront l'altra a Ab-i Khan. Tambal va fer un simulacre de tornar a atacar Andijan però Baber que havia agafat posicions en que no podia ser vist el va sorprendre i el va derrotar a Khuban.
Tot això havia deixat en certa calma a Ali Sultan i a Khoja Yahya a Samarcanda, però el 1499 Shaybani Khan (Xibani Khan) es va acostar a la ciutat que Ali Sultan i Yahya van fer fortificar tant com van poder, incloent la rodalia. Shaybani va renunciar a assetjar la fortalesa i es va dirigir a Karshi (Qarshi); va passar Karshi i va seguir cap a Shahrisabz saquejant les dues ciutats, retornant a l'anomenat Dasht-i-Qiptxaq. Shaybani Khan va rebre un destacament de mongols que li enviar el kan Mahmud Khan de Mogulistan i va retornar a Samarcanda de la que va començar el setge. En els següents dies va rebutjar una sortida per la porta de Sheikhzade; finalment al desè dia va entrar per la porta de Tshiharrah, arribant sense oposició al palau d'estiu anomenat Baghi No. La guarnició dins la ciutat va resistir i la lluita es va allargar de després del migdia fins a mitjanit. L'endemà es va saber que Baki Terkhan, fill d'Ali Terkhan sota el qual Xibani havia començat la seva carrera, venia des de Bukharà en ajut de Samarcanda i ja estava assetjant el fort de Dabusi. Llavors els uzbeks van deixar la lluita a Samarcanda i vam marxar a Dabusi, van derrotar Baki Terkhan; Ali Sultan Mirza va demanar ajut al seu germà Mirza Khan (Sultan Ways Mirza) que vivia a Taixkent, i a Baber d'Andijan, que van córrer cap a Samarcanda. Mentre Xibani, que havia deixat una força per assetjar Samarcanda, van marxar llavors sobre Bukharà, la qual, sense forces de defensa, va ser ocupada ràpidament (al cap de tres dies). Xibani va deixar allí un daruga (governador) i al seu harem i va marxar contra Karakul que va ocupar, però els habitants de la població es van aixecar contra la guarnició uzbeka i la van massacrar. Els uzbeks van entrar a la ciutat i van exercir una cruel venjança. Llavors, sabent que Baber anava cap a Samarcanda, va retornar cap allí per acabar el setge. Pel camí va rebre la notícia d'un missatger de Bukharà que la noblesa de la ciutat estava a punt de revoltar-se i entregar-se a l'antic governador timúrida de la ciutat Baki-Taphan. Aquest efectivament es va presentar a la ciutat però Xibani va retornar i sobtadament es va presentar davant les muralles de Bukharà. Baki-Taphan que encara no s'havia pogut preparar, va decidir renunciar a la lluita i va fugir. Xibani va castigar cruelment als bukharians.
En aquest moment a Samarcanda tenia lloc una lluita soterrada entre Khoja Yahya, que era el governant efectiu, i Sultan Ali Mirza. Khoja Yahya va començar negociacions amb Baber per l'entrega de la ciutat. Sultan Ali Mirza, assabentat de la traïció, va començar pel seu compte negociacions amb Xibani. Segon el Baber-name la mare d'Ali Mirza, Zureg Beghi Aga, era una dona uzbeka i va enviar un missatger a Xibani prometent l'entrega de la ciutat de Samarcanda si es casava amb ella i, quan recuperés els dominis del seu avi Abu l-Khayr, retornés Samarcanda a Ali Mirza. El pla havia estat ideat per Abu Yusuf Arghun.

### Final del regnat
Quan Xibani va arribar a Bagh-e Mihdan (El Jardi de la Plana), a Samarcanda, Sultan Ali Mirza va sortir per la porta de Charraheh acompanyat només d'un petit grup de persones, i, com s'havia convingut, es va dirigir a Xibani que el va rebre fredament. Khoja Yahya, en veure que Ali Mirza havia abandonat la ciutat (mentre ell estava pregant en una mesquita) va fer el mateix; esperava que Xibani l'aniria a saludar però no ho va fer. Van seguir Jan Ali, el fill del cap religiós Khoja Ali, que era el Rabat Khoja. La mare d'Ali Mirza no fou gaire ben tractada i va entrar a l'harem de Xibani com una més i Baber diu "va donar el regne del seu fill als vents". Algunes fonts consideren que el conflicte entre Ali Mirza i Khoja Yahya fou decisiu en la rendició de la ciutat que es va produir l'any 1500, que es considera l'inici del regnat efectiu de Muhammad Xaibani.
A Sultan Ali Mirza se li va assignar residència a un barri, sota control de Timur Sultan, fill de Xibani. Alguns amics li van aconsellar escapar però s'hi va negar.
Xibani s'hauria assabentat d'una conspiració i hauria ordenat l'execució d'Ali Sultan Mirza. Segons Baber fou mort al cap de pocs dies al prat de Kulbeh; el Shibani-name, panegirista dels uzbeks, diu que va morir ofegat accidentalment al riu Koheks o Zareftan; el Tarikh-i Timur diu que va morir a Kan-i Gul a la riba d'aquest riu. Khoja Yahya fou assassinat poc després amb els seus dos fills, en el seu camí a Khurasan per iniciar la peregrinació a la Meca, i Xibani va negar tota participació si bé segurament va ordenar el crim.
Badakhxan, Hisor i les dependències (Khatlan, Kunduz) foren disputades pels uzbeks i el cap qiptxaq Khosru Shah (Khusraw Shah) provocant un aixecament nacional dirigit per Mubarak Shah i Zubayr Raghi; els uzbeks foren rebutjats i el príncep timúrida Nasir Mirza, germà de Bàber, cridat en ajut dels revoltats, en contra els uzbeks, fou proclamat rei el febrer del 1505. Al cap de dos anys, però, a causa de divergències amb els caps rebels, fou expulsat del tron (va morir el 1515) i van governar els dos caps rebels; Mubarak Khan fou mort al cap d'uns mesos per Zubayr Raghi. El 1508, Sultan Ways Khan, germà d'Ali Sultan Mirza, protegit per Baber, va entrar a Badakhxan i Zubayr, que se li oposava, fou assassinat; es van apoderar de part del país els ismaïlites de Kuhistan, dirigits per Radi al-Din, però a la primavera del 1509, Radi al-Din va morir en una batalla i Sultan Ways Mirza es va imposar finalment governant fins a la seva mort el 1520.